# Théâtre européen de la Seconde Guerre mondiale
Notes
Seconde Guerre mondiale
Batailles
Europe
- Pologne
- Drôle de guerre
- Guerre d'Hiver
- Danemark et Norvège
- France et Benelux
- Angleterre
- Balkans
- Front de l'Est
- Finlande
- Sicile
- Italie
- Laponie
- Front de l'Ouest (1944-1945)

Asie-Pacifique
- Chine
- Océan Pacifique
- Indochine française
- Asie du Sud-Est
- Birmanie et Inde
- Pacifique Sud-Ouest
- Japon
- Mandchourie et Corée du Nord

Méditerranée et Moyen-Orient
- Afrique du Nord
- Afrique de l'Est
- Mer Méditerranée
- Mer Adriatique
- Malte
- Yougoslavie
- Irak
- Syrie-Liban
- Iran
- Italie
- Dodécanèse
- Sud de la France

Autres campagnes
- Océan Atlantique
- Océan Arctique
- Bombardements stratégiques
- Amériques
- Afrique occidentale française
- Océan Indien

Coup d'État
- Yougoslavie
- Irak
- Italie
- Roumanie
- Bulgarie
- Hongrie

Le théâtre européen de la Seconde Guerre mondiale est le principal théâtre militaire pendant la Seconde Guerre mondiale. La zone géographique est le lieu de violents combats à travers toute l'Europe pendant près de six ans, commençant par l'invasion de la Pologne par l'Allemagne le 1er septembre 1939 et s'achevant par la conquête de la majeure partie de l'Europe occidentale par les Alliés occidentaux, l'Union soviétique conquérant la majeure partie de l'Europe de l'Est, aboutissant à la capitulation inconditionnelle du Troisième Reich le 8 mai 1945 (Jour de la Victoire en Europe). Les puissances alliées ont combattu les puissances de l'Axe sur deux fronts majeurs (le front oriental et le front occidental) ainsi que dans une offensive de bombardement stratégique et sur le théâtre adjacent de la Méditerranée et du Moyen-Orient.

## Événements précédents
L'Allemagne est vaincue lors de la Première Guerre mondiale et le traité de Versailles impose des conditions punitives au pays, notamment d'importantes réparations financières, la perte de territoire (certaines seulement temporairement), la culpabilité de guerre, l'affaiblissement économique et la limitation d'une force militaire. L'Allemagne est humiliée devant le monde entier, devant payer de très importantes réparations de guerre. De nombreux Allemands imputent l'effondrement économique d'après-guerre de leur pays aux conditions du traité et ces ressentiments contribueront à l'instabilité politique, permettant à Adolf Hitler et à son parti nazi d'accéder au pouvoir.
Après avoir quitté la Société des Nations, Hitler et l'Italie fasciste de Mussolini forment l'union des forces de l'Axe, en vertu d'un traité connu sous le nom de pacte d'acier. En septembre 1940, l'empire du Japon, sous le gouvernement de Hideki Tōjō, rejoint l'Axe Rome-Berlin à la suite du pacte tripartite. Le Japon et l'Allemagne avaient déjà signé le pacte anti-Komintern en 1939, pour contrer la menace perçue du communisme de l'Union soviétique. D'autres puissances plus petites rejoindront également les forces de l'Axe tout au long de la guerre.

## Déclenchement de la guerre en Europe
Bien qu'ennemis jurés, l'Allemagne et l'Union soviétique signent un pacte de non-agression (le pacte Molotov-Ribbentrop) comprenant une clause secrète partageant la Pologne, les républiques baltes et la Finlande entre les deux sphères d'influence. Ce rapprochement s'est effectué à la suite des accords de Munich de 1938, qui a permis à Hitler d'annexer les régions tchécoslovaques peuplées majoritairement d'Allemands (la Tchécoslovaquie était un pays allié des français et des soviétiques et la seule démocratie présidentielle restante en Europe centrale).
La guerre à grande échelle en Europe débute à l'aube du 1er septembre 1939, lorsque l'Allemagne met en application la soi-disant tactique Blitzkrieg pour envahir la Pologne, à laquelle le Royaume-Uni et la France avaient promis une protection et des garanties d'indépendance. Le 3 septembre 1939, la Grande-Bretagne et la France déclarent la guerre à l'Allemagne, les autres alliés suivront rapidement. Des troupes britanniques sont envoyées en France ; cependant, ni les troupes françaises ni britanniques n'apportent d'aide significative aux Polonais lors de la campagne de Pologne, et la frontière franco-allemande, à l'exception de l'offensive de la Sarre, reste en grande partie calme.
Le 17 septembre, les forces soviétiques se joignent à l'invasion de la Pologne, tout en restant neutres vis-à-vis des puissances occidentales. Le gouvernement polonais évacue le pays pour la Roumanie. La Pologne tombent en cinq semaines, ses dernières grandes unités opérationnelles se rendant le 5 octobre après la bataille de Kock. À la fin de la campagne de septembre de Pologne, Hitler propose un traité de paix à la Grande-Bretagne et à la France sur la base d'une reconnaissance de la domination continentale européenne allemande. Le 12 octobre, le Royaume-Uni refuse formellement.
Malgré la campagne rapide à l'est, le long de la frontière franco-allemande, la guerre s'installe dans le temps. Cette période où les hostilités se réduisent à quelques escarmouches entre les grandes puissances dure jusqu'au 10 mai 1940 et est communément appelée la drôle de guerre.

## L'Allemagne et l'URSS se partagent l'Europe du Nord

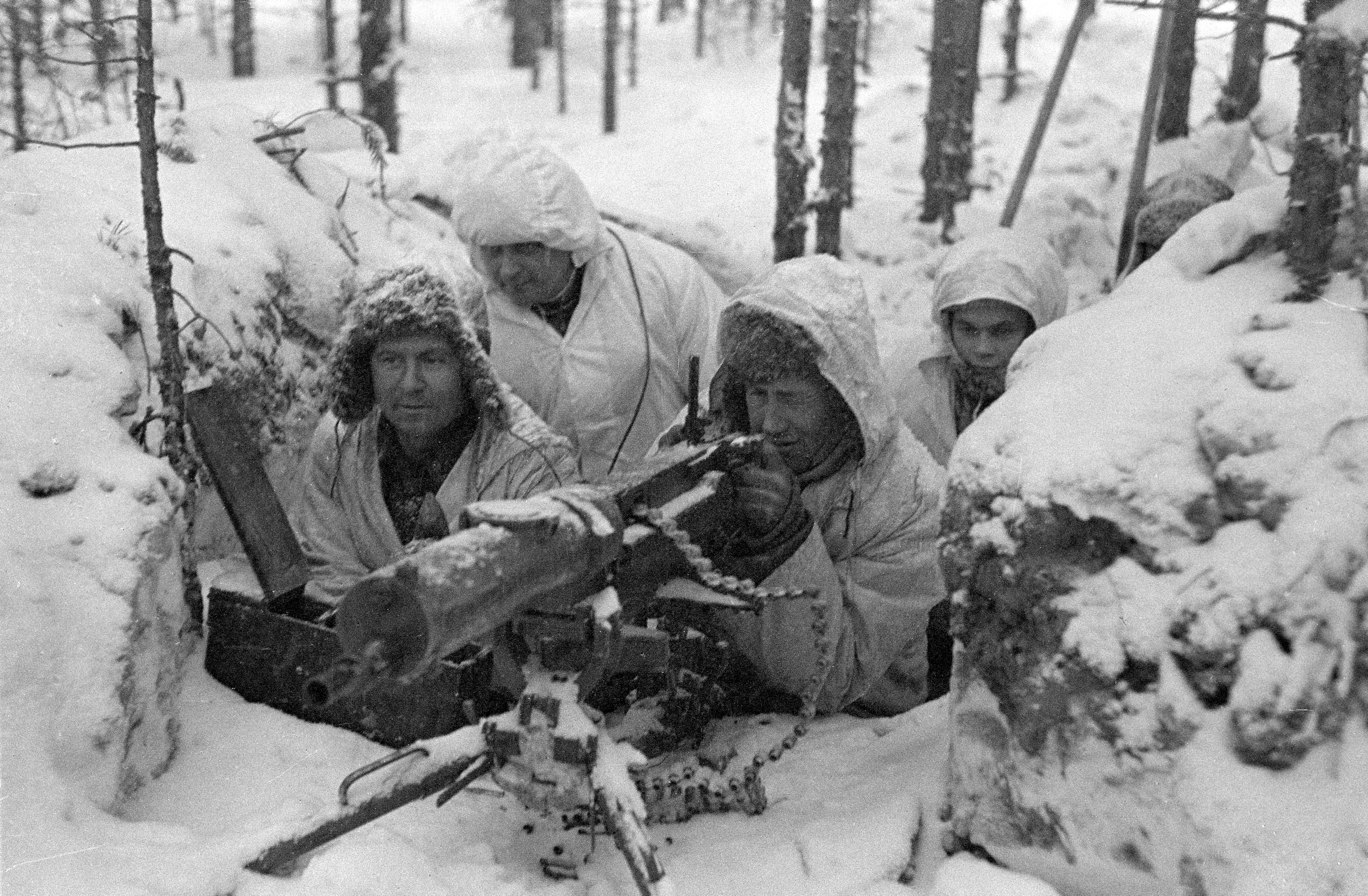
Soldats finlandais pendant la guerre d'Hiver.

Cependant, plusieurs autres pays sont entraînés dans le conflit à cette époque. Le 28 septembre 1939, les trois républiques baltes estiment qu'ils n'ont pas d'autre choix que d'autoriser des bases et des troupes soviétiques sur leur territoire. Voulant annexer la Finlande, l'Union soviétique propose un accord d'union qui est rejeté. Face à cette réponse, l'URSS attaque le pays le 30 novembre, qui débute la guerre d'Hiver. Après cinq mois de durs combats, les Finlandais ne sont repoussés que d'une bande de terre bordant la Russie, et malgré la supériorité numérique soviétique, l'Union soviétique échoue à traverser la défense finlandaise. Lors du traité de paix de Moscou le 12 mars 1940, la Finlande cède 10 % des zones industrialisées (Carélie et Salla), dont certains territoires toujours tenus par l'armée finlandaise.
Pendant ce temps, en Scandinavie occidentale, l'Allemagne envahit le Danemark et la Norvège en avril 1940. En réponse, la Grande-Bretagne occupe les îles Féroé (un territoire danois) et envahit l'Islande (une nation souveraine avec le roi du Danemark comme monarque). La Suède a su rester neutre. Les États baltes sont occupées par l'armée soviétique en juin 1940 et finalement annexées à l'Union soviétique en août 1940.

## La guerre arrive à l'Ouest

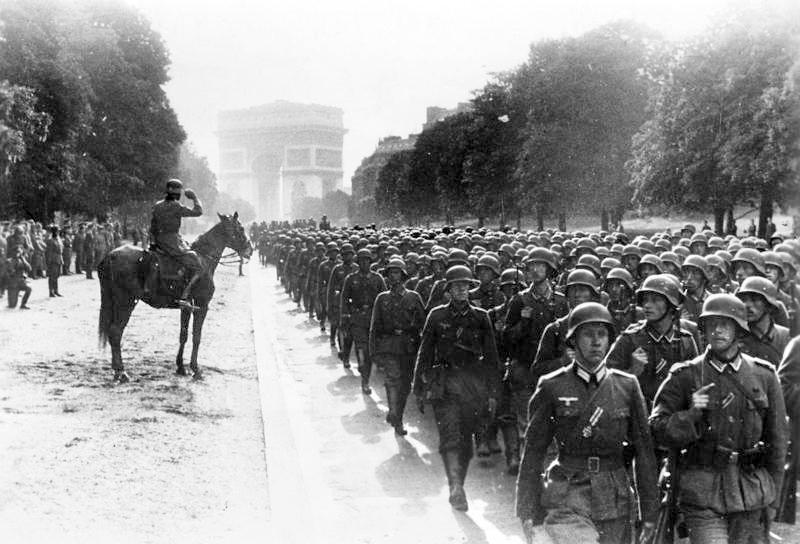
Troupes allemandes défilant à Paris après la chute de la France.

Le 10 mai, la drôle de guerre s'achève par une vaste invasion allemande des pays neutres que représentent la Belgique, les Pays-Bas et le Luxembourg. La France est ensuite envahie le 13 mai, les forces allemandes contournant les fortifications françaises de la ligne Maginot, dans les Ardennes, le long de la frontière avec l'Allemagne. Les Français ont laissé cette zone moins bien défendue, estimant que son terrain est impraticable pour les chars et autres véhicules. La plupart des forces alliées stationnent en Flandre, anticipant une répétition du plan Schlieffen de la Première Guerre mondiale, avant d'être isolées du continent français. C'est pour cette raison, ajoutée à la supériorité des communications et des tactiques allemandes, que la bataille de France s'achève en un temps éclair, n'ayant duré que six semaines. Le 10 juin, l'Italie déclare la guerre à la France et au Royaume-Uni mais n'obtient aucun succès significatif dans cette campagne. Le gouvernement français fuit Paris avant la reddition du pays le 22 juin. Afin d'aggraver l'humiliation du peuple français et du pays lui-même, Hitler fait signer l'acte de capitulation dans la forêt de Compiègne, dans le même wagon de l'Armistice où la capitulation allemande avait été signée en 1918. La capitulation divise la France en deux parties principales ; la partie nord sous contrôle allemand, et une partie sud sous contrôle français, basée à Vichy, siège du nouveau régime de Vichy, un État collaborateur de l'Allemagne nazie. De nombreux soldats français, ainsi que ceux d'autres pays occupés, fuient en Grande-Bretagne. Le général de Gaulle s'autoproclame chef légitime de la France libre et promet de continuer la lutte. À la suite de la victoire rapide et inattendue, Hitler a promu 12 généraux au grade de Field marshal au cours de la cérémonie des Generalfeldmarschall de 1940.
Viatcheslav Molotov, le ministre de la Politique étrangère de l'URSS, qui était lié au traité de non-agression soviéto-allemand, félicite les Allemands : « Nous adressons les félicitations les plus cordiales du gouvernement soviétique à l'occasion du splendide succès de la Wehrmacht allemande ». Les chars de Guderian qui mènent une percée jusqu'à la mer près d'Abbeville sont alimentés par du carburant soviétique ; les bombes allemandes ayant rasé Rotterdam furent conçues de pyroxyline soviétique ; les douilles de balles ayant fauché les soldats alliés se retirant de Dunkerque furent coulées en alliage de cupronickel soviétique.
Le 24 avril 1941, l'URSS accorde une pleine reconnaissance diplomatique au gouvernement vichyste situé en zone non occupée en France.
La chute de la France isole un peu plus la Grande-Bretagne et les forces du Commonwealth. Le Premier ministre britannique, Neville Chamberlain, démissionne pendant la campagne et est remplacé par Winston Churchill. Une grande partie de l'armée britannique échappe à la capture du port de Dunkerque, dans le nord de la France, où des centaines (voire des milliers) de minuscules navires civils sont utilisés pour le transport des troupes des plages vers les navires de guerre en attente. Plusieurs hauts commandants allemands, par exemple, les généraux Erich von Manstein et Heinz Guderian, ainsi que l'amiral Karl Dönitz, ont considéré l'incapacité du haut commandement allemand à ordonner un assaut rapide sur Dunkerque pour éliminer le BEF comme l'une des principales erreurs que les Allemands aient faite sur le front occidental durant la Seconde Guerre mondiale. Plus tard, de nombreuses troupes évacuées formeront une partie importante et le centre de l'armée qui débarqua en Normandie le jour J.
Les Britanniques rejettent plusieurs tentatives allemandes secrètes de négociation de paix. L'Allemagne masse son armée de l'air dans le nord de la France occupée par les Allemands pour préparer la voie à une éventuelle invasion, nom de code opération Seelöwe (« Lion de mer »), estimant que la supériorité aérienne est essentielle pour l'invasion. Les opérations de la Luftwaffe contre la Royal Air Force sont connues sous le nom de bataille d'Angleterre. Initialement, la Luftwaffe se concentre sur la destruction des bases et des avions de la RAF au sol et dans les airs, se tournant ensuite vers une campagne de bombardement des grandes villes industrielles britanniques sous le nom de Blitz. Constatant leur incapacité à vaincre la chasse adverse et la destruction quotidienne des barges de débarquement dans les ports de la Manche, Adolf Hitler reconnait son échec et renonce le 12 octobre à son projet d'invasion.
Pendant le Blitz, tous les principaux sites industriels, cathédrales et politiques de Grande-Bretagne ont été lourdement bombardés. Londres a particulièrement souffert, étant bombardée chaque nuit pendant plusieurs mois. D'autres cibles comprennent Birmingham et Coventry, et des villes stratégiquement importantes, telles que la base navale de Plymouth et le port de Kingston upon Hull. En l'absence de forces terrestres en conflit direct en Europe, la guerre aérienne attire l'attention du monde entier alors même que les unités navales livrent la bataille de l'Atlantique et qu'un certain nombre de raids commandos britanniques touchent des cibles en Europe occupée.

## Guerre aérienne

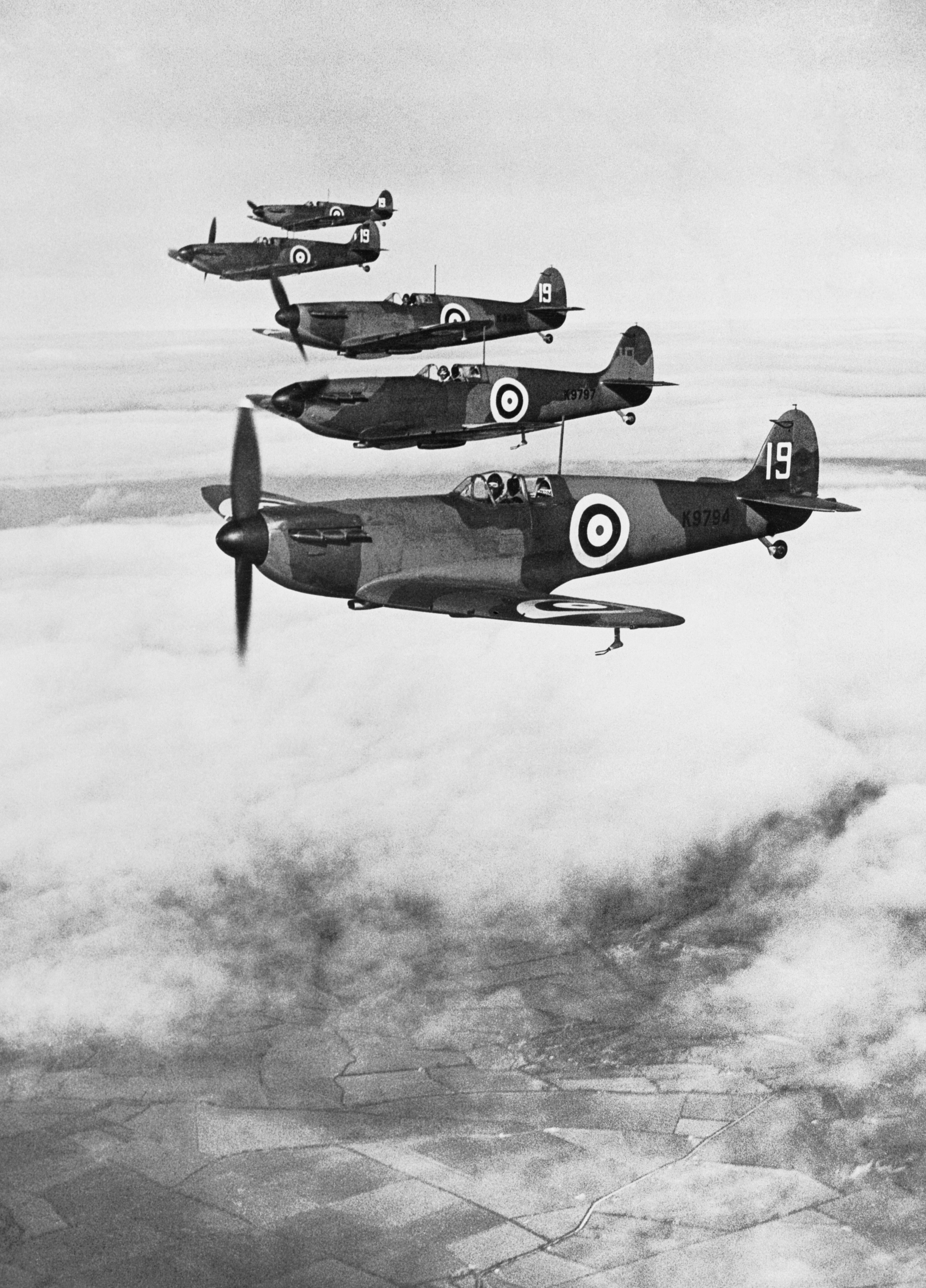
Supermarine Spitfire de la RAF, abondamment utilisé aux côtés du Hawker Hurricane pendant la bataille d'Angleterre.

La guerre aérienne sur le théâtre européen débute en 1939.
Les attentes d'avant-guerre selon lesquelles « le bombardier passera toujours à travers » supposent que des vagues de bombardiers frappant les villes ennemies provoqueraient une panique de masse et l'effondrement rapide de l'ennemi. En conséquence, la Royal Air Force avait constitué une importante force de bombardiers stratégiques. En revanche, la doctrine de l'armée de l'air allemande nazie était presque totalement consacrée au soutien de l'armée. Par conséquent, les bombardiers allemands étaient plus petits que leurs équivalents britanniques, et l'Allemagne ne développera jamais de bombardier lourd équivalent à l'Avro Lancaster britannique ou au Boeing B-17 Flying Fortress américain, avec seulement le Heinkel He 177 A de taille similaire mis en production et rendu opérationnel pour de telles tâches au sein de la Luftwaffe au cours des dernières années de guerre.
Les premières attaques de bombardiers allemands contre le Royaume-Uni visent les aérodromes de la RAF lors de la bataille d'Angleterre ; du 7 septembre 1940 au 10 mai 1941, les cibles sont les villes britanniques du Blitz.
Après l'abandon d'une invasion du Royaume-Uni, la majeure partie de la force de la Luftwaffe est détournée vers la guerre contre l'Union soviétique, laissant les villes allemandes vulnérables aux bombardements aériens britanniques et plus tard américains. La Grande-Bretagne est utilisée par les États-Unis et d'autres forces alliées comme base à partir de laquelle le débarquement du jour J sera planifié en juin 1944, libérant l'Europe occidentale occupée par les nazis. Néanmoins, les raids allemands se poursuivent sur les villes britanniques, bien qu'à une échelle plus petite et moins destructrice pour le reste de la guerre, en utilisant la bombe volante V1 et le missile balistique V-2. Le RAF Bomber Command gagnant en puissance, l'équilibre du tonnage de bombes larguées s'est considérablement déplacé en faveur de la RAF.
Les bombardements britanniques de jour ont entraîné de lourdes pertes pour trop peu de résultats, et dans ce contexte de changement de stratégie, les Britanniques décident d'opérer de nuit tout en renforçant leur force stratégique avec des bombardiers plus gros. En 1942, le Bomber Command pouvait déployer 1 000 bombardiers sur une ville allemande.
Au début des raids de l'opération Barbarossa, la Luftwaffe anéantit la majorité des forces aériennes soviétiques. Les Soviétiques ne retrouveront leur escadre aérienne que plus tard dans la guerre avec l'aide des États-Unis.
À partir de 1942, les efforts du Bomber Command sont complétés par la 8e force aérienne de l'USAAF, des unités de l'armée de l'air américaine étant déployées en Angleterre pour se joindre à l'assaut contre l'Europe continentale le 4 juillet 1942. Le Bomber Command effectuait des raids de nuit et les forces américaines de jour. Les raids sur Hambourg (24 juillet 1943 – 29 juillet 1943) provoqueront une tempête de feu entraînant des destructions massives et des pertes en vies humaines.
Le 14 février 1945, un raid sur Dresde produit l'un des incendies les plus dévastateurs de l'histoire. Une tempête de feu avec des vents de la force d'une tornade tue entre  18 000 et 25 000 personnes,,. Seuls le bombardement de Hambourg, les bombardements incendiaires de Tokyo du 9 au 10 mars 1945 et les attaques nucléaires sur Hiroshima (6 août 1945) et Nagasaki (9 août 1945) ont fait le plus de victimes en une seule attaque.

## Théâtre méditerranéen et moyen-oriental

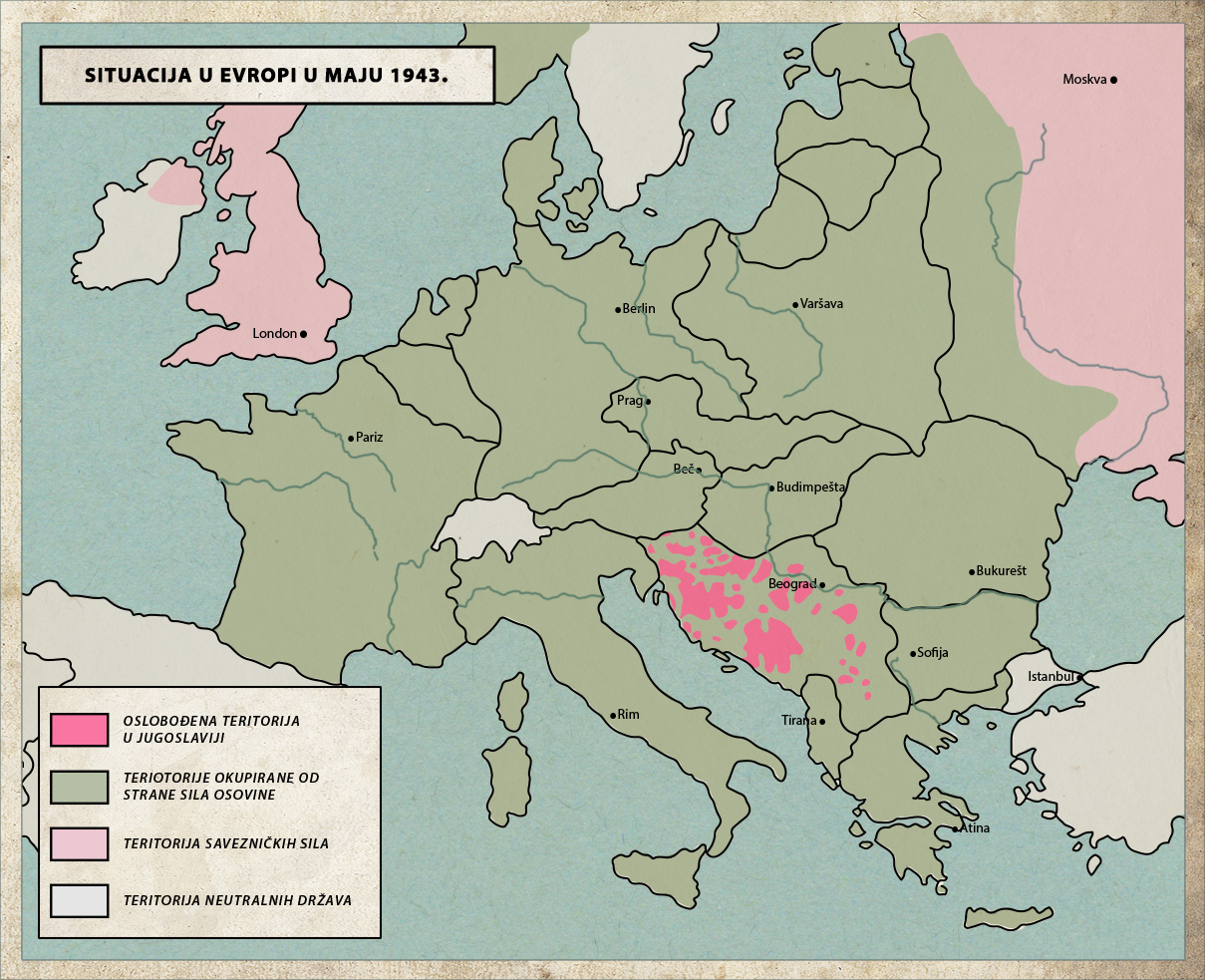
Territoire libéré des partisans en Yougoslavie, mai 1943.

Le théâtre méditerranéen et moyen-oriental est l'un des théâtres d'opérations majeurs de la Seconde Guerre mondiale. Cette grande zone géographique comprennent les combats entre les forces Alliés et de l'Axe en Italie, dans les Balkans, en Europe du Sud, à Malte, en Afrique du Nord et au Moyen-Orient.
Avant la guerre, l'Italie avait envahi l'Albanie en l'ayant officiellement annexée. Le régime de Mussolini déclare la guerre à la Grande-Bretagne et à la France le 10 juin 1940 et envahit la Grèce le 28 octobre. Cependant, les forces italiennes sont incapables d'égaler les succès nazis dans le nord-ouest de l'Europe ; en fait, ce n'est qu'après l'intervention allemande que la Grèce est envahie par les puissances de l'Axe. Simultanément à la campagne de Grèce, les forces allemandes, soutenues par les Italiens, les Hongrois et les Bulgares, envahissent la Yougoslavie. Après la conquête du continent, l'Allemagne envahit la Crète lors de ce qu'on appelle la bataille de Crète. Une fois les Balkans sécurisés, l'Allemagne et ses alliés attaquent l'Union soviétique lors de la plus grande opération terrestre de l'histoire. Cependant, cette nouvelle victoire allemande retardera l'invasion de l'Union soviétique qui était initialement prévue le 1er avril 1941, ne débutant que le 22 juin 1941. Les mouvements de résistance ultérieurs en Albanie, en Yougoslavie et en Grèce mobilisent des forces précieuses de l'Axe, procurant un soulagement bien nécessaire et peut-être décisif pour les Soviétiques.
Les combats en Europe du Sud ne reprennent que lorsque les forces de l'Axe sont vaincues en Afrique du Nord. Après la défaite des forces de l'Axe en Afrique, les forces alliées envahissent l'Italie et, au cours d'une campagne prolongée, se frayent un chemin vers le nord à travers l'Italie. L'invasion de l'Italie entraîne le changement de camp de la nation vers les Alliés et l'éviction de Mussolini. Mais, malgré ce coup d'État, les fascistes et les forces d'occupation allemandes conservent la possession de la moitié nord de l'Italie. Dans le Nord de l'Italie, les occupants allemands installent Mussolini à la tête du nouveau gouvernement républicain fasciste, la République sociale italienne.
De l'autre côté de la mer Adriatique, l'Armée de libération nationale alliée (et principalement pro-soviétique) en Yougoslavie combat les puissances de l'Axe avec l'aide de fournitures des Alliés occidentaux. À la fin de 1944, ils sont rejoints par l'avancée de l'armée soviétique qui poussent les forces allemandes restantes hors des Balkans.
En avril 1945, les forces allemandes se retirent sur tous les fronts du nord de l'Italie et de la Yougoslavie occupée, à la suite d'attaques alliées continues. La campagne et les combats sur le théâtre méditerranéen et moyen-oriental s'achèvent le 29 avril. Le 2 mai en Italie, le Generaloberst Heinrich von Vietinghoff, commandant en chef des forces allemandes du pays, se rend au field marshal Harold Alexander, commandant suprême des forces alliées dans la région méditerranéenne. Cependant, dans un contexte de guerre froide, les combats se poursuivent en Grèce où une guerre civile éclate, s'achevant en 1949 lorsque les troupes gouvernementales grecques, aidées par les États-Unis et la Grande-Bretagne, battent les guérilleros communistes soutenues par le maréchal Tito et l'URSS.

## Front de l'Est

### Retraite soviétique initiale

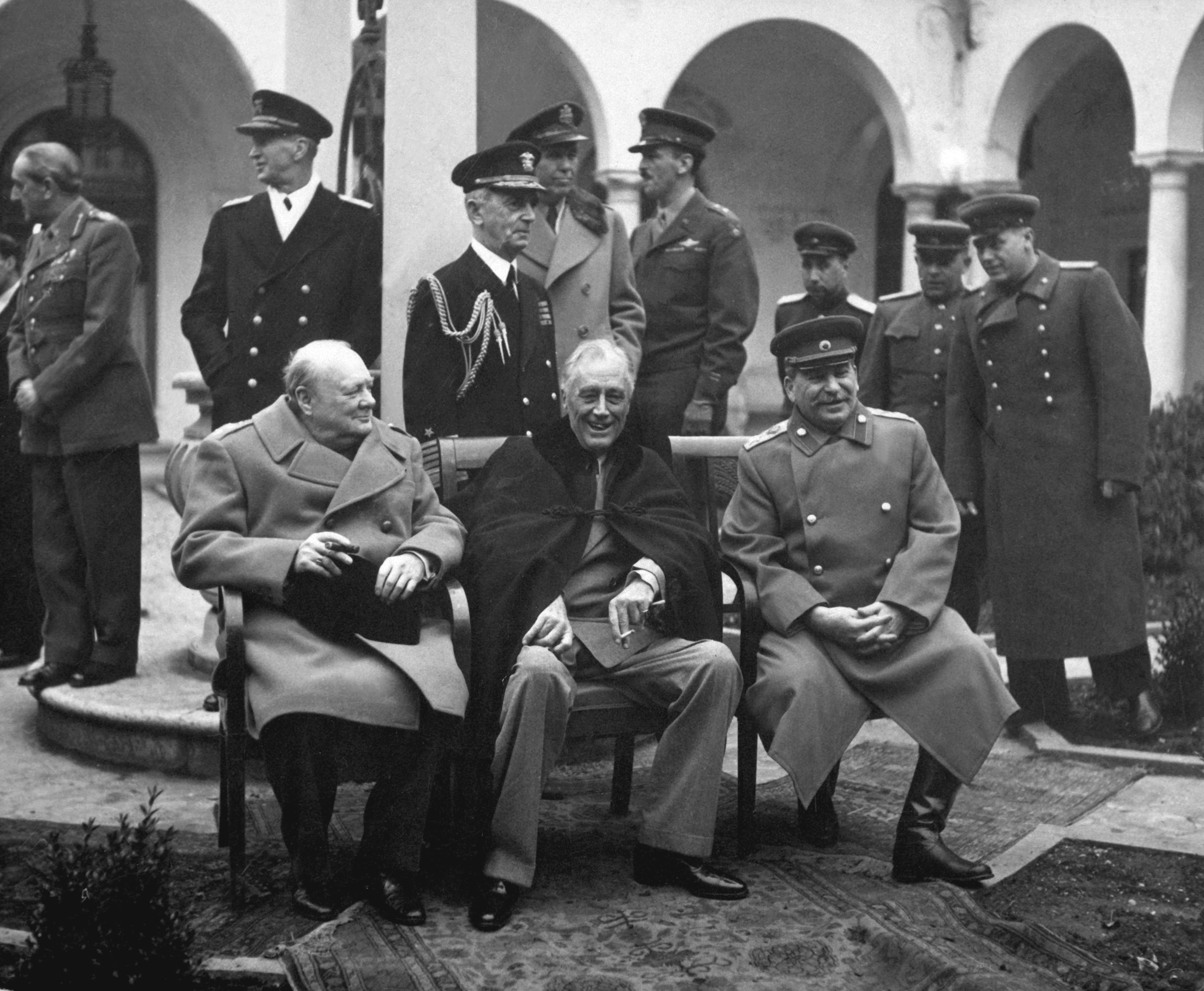
Les trois grands dirigeants alliés lors de la conférence de Yalta en 1945. De gauche à droite : Winston Churchill (Royaume-Uni), Franklin D. Roosevelt (États-Unis) et Joseph Staline (URSS).

Le 22 juin 1941, l'Allemagne lance l'invasion de l'Union soviétique, baptisée opération Barbarossa. Cette opération est la plus grande invasion de l’histoire militaire en termes d’effectifs engagés, déclenchant un conflit d'une violence inégalée entre l'Axe et l'Union soviétique, théâtre d'opérations qui sera connu sous le nom de front de l'Est. Il est généralement reconnu comme étant le conflit le plus meurtrier de l'Histoire de l'humanité, avec plus de 30 millions de morts. Cette zone d'opérations impliquera de nombreux combats terrestres, excédant tous les autres théâtres de la Seconde Guerre mondiale réunis.
La nuit même de l'invasion, les troupes soviétiques recoivent une directive signée par le maréchal Timochenko et le général de l'armée Gueorgui Joukov qui ordonnait : « ne répondez à aucune provocation » et « n'entreprenez aucune action sans ordre spécifique ». Les premières semaines de l'invasion sont dévastatrices pour l'armée soviétique. Un nombre important de troupes soviétiques sont encerclées dans des poches et tombent entre les mains des nazis. Des troupes italiennes, hongroises, roumaines et finlandaises, participent également à la campagne. La Finlande déclare d'abord sa neutralité, puis rejoint le camp de l'Axe lorsque l'Union soviétique attaque le pays le 25 juin. Le conflit suivant de 1941 à 1944 est appelé la guerre de Continuation, se nommant ainsi pour la distinguer clairement de la guerre d'Hiver qui opposa également la Finlande et l'URSS entre novembre 1939 et mars 1940, séparées par la Grande Trêve mais liées par le même contexte. L'Espagne, sous le dictateur fasciste Francisco Franco, offre immédiatement une assistance militaire aux forces de l'Axe en envoyant sur le front de l'Est des volontaires connus sous le nom de Division Bleue.
L'opération Barbarossa souffre de plusieurs défauts fondamentaux. L'inconvénient principal est la situation logistique de l'attaque. Durant les deux premières années du conflit (1941-1942), une offensive allemande estivale est lancée sur la totalité du front, puis sur une partie seulement du front, tenue en échec lorsque les lignes d'approvisionnement sont distendues de telle façon que l'approvisionnement des unités combattantes devient problématique ou lorsque les conditions climatiques participent à l'échec de l'offensive, favorisant des contre-offensives soviétiques. L'erreur cruciale de l'Allemagne est d'avoir planifié le calendrier de l'opération Barbarossa de façon que les forces soviétiques soient vaincues avant le début de l'hiver.
Au cours de leur longue retraite, les Soviétiques appliquent une politique de la terre brûlée, en éliminant les récoltes et détruisant les services publics, ce qui contribuera aux problèmes logistiques que l'Allemagne rencontre. Plus important encore, les Soviétiques ont également réussi à déplacer massivement et sans précédent leurs ressources industrielles de la zone de guerre menacée vers des zones protégées plus à l'est.
L'extension de la campagne au-delà de la durée prévue par l'Allemagne provoquera des centaines de milliers de morts au sein de l'armée allemande, victimes des conditions hivernales et des contre-attaques des unités soviétiques.
Même si leur avance s'arrête en raison d'un manque de ravitaillement et de l'arrivée de l'hiver, l'Allemagne avait conquis un vaste territoire, dont les deux cinquièmes de l'économie soviétique. Les déloger s’avéra être difficile, au prix d'un coût extrêmement élevé pour l'Union soviétique.
Quelques mois après le début de l'invasion, les troupes allemandes atteignent les approches sud de Leningrad et assiègent la ville, également bloqué au nord par les forces finlandaises.Le maréchal finlandais Mannerheim stationne le long des rives du Svir en s'abstenant d'attaquer la ville. Selon les ordres d'Hitler, la ville doit « disparaître de la surface de la terre » en exterminant toute sa population. Plutôt que de prendre d'assaut la ville, la Wehrmacht reçoit l'ordre de bloquer Leningrad afin d'affamer la ville à mort, tout en l'attaquant avec des bombardiers et de l'artillerie. Environ un million de civils décéderont dans le siège de Leningrad, dont 800 000 de faim. Le siège dura 872 jours. Le ravitaillement parviendra désormais aux Russes par bateaux pendant une partie de l'année et chaque hiver, ils seront ravitaillés par le lac Ladoga gelé, par la « route de la vie », ce qui leur permettra de tenir.

### Campagne d'été 1942 et Stalingrad

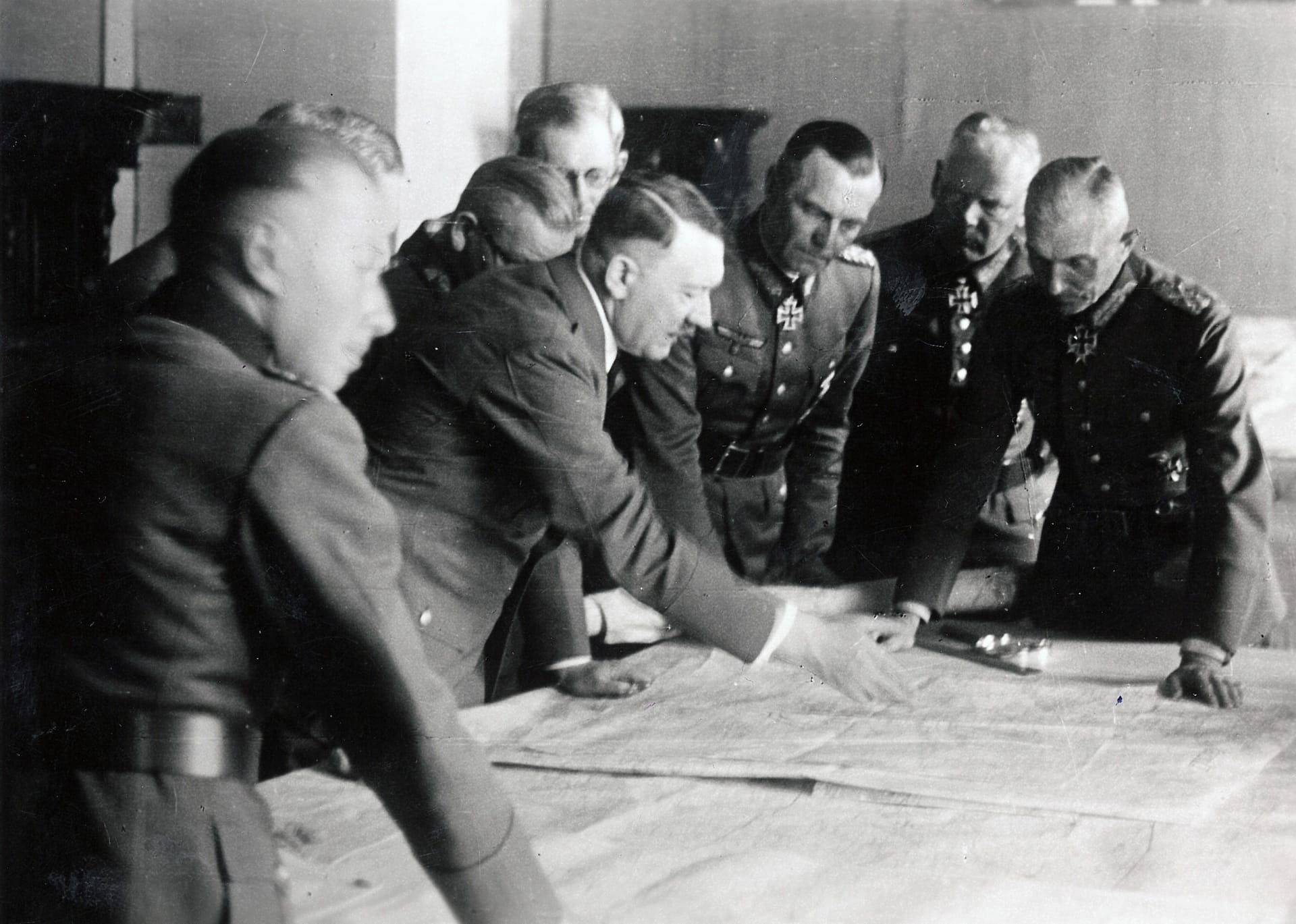
Adolf Hitler avec les généraux Friedrich Paulus, Adolf Heusinger et Fedor von Bock à Poltawa, en Ukraine occupée, juin 1942

Après avoir enduré l'hiver russe 1941-1942, l'armée allemande se prépare à d'autres opérations offensives. L'un des principaux problèmes rencontrés par la machine de guerre nazie pendant la Seconde Guerre mondiale est la pénurie de pétrole. L'Allemagne change de stratégie en abandonnant la capture de Moscou et met en place l'offensive de l'été 1942 dans le sud de l'URSS, la cible étant les champs pétrolifères du Caucase. Pendant ce temps, les Soviétiques mettent en œuvre leurs propres plans.
Le début de la campagne soviétique se transforme en un désastre stratégique lorsque son flanc sud est quasiment détruit. Les unités soviétiques survivantes sont poussées à des centaines de kilomètres à l'est et l'avance de la Wehrmacht demeure quasiment incontestée. Mais dans une bévue majeure, Hitler divise le groupe d'armées Sud en deux sous-groupes, le groupe d'armées A doit attaquer le Caucase pendant que le groupe d'armées B doit avancer vers la ville de Stalingrad (aujourd'hui Volgograd).
L'indécision d'Hitler, la dissidence parmi les officiers allemands nazis de rang supérieur et les lignes d'approvisionnement trop étendues ont contribué à la défaite et au retrait de l'armée des forces l'Axe lors de la bataille dans les rues de Stalingrad. L'Allemagne occupe plus de 90 % de la ville, mais pour tenter de vaincre les défenseurs soviétiques restants, la quasi-totalité des soldats allemands de la région sont canalisés dans les ruines de la ville. Des mois d'âpres combats au corps à corps dans les ruines de la ville épuiseront les forces allemandes, ne laissant que les forces roumaines et hongroises à la garde des flancs du groupe d'armées de Stalingrad.
Lors de l'opération Uranus, les Soviétiques vainquent les forces de l'Axe alors qu'elles effectuent une opération d'encerclement massive. Les troupes de l'Axe restées dans la ville sont piégées — coupées de leurs lignes d'approvisionnement et affamées, au milieu d'un hiver rigoureux — recevant de la part d'Hitler de continuer le combat jusqu'au dernier homme.
Privée de nourriture, de carburant, de munitions et de vêtements, la poche est progressivement réduite, la dernière partie se rendant le 2 février 1943. Alors que les combats touchent à leur fin, Hitler promeut Paulus au grade de Generalfeldmarschall, probablement pour le dissuader de toute reddition : aucun maréchal de l'armée allemande ne s'étant rendu jusque-là, Hitler attendait de Paulus qu'il se suicide plutôt que de se rendre. De lourdes pertes ont affecté les deux camps lors de la bataille de Stalingrad, considérée comme l'une des batailles les plus coûteuses de l'histoire. Environ 1,5 million de personnes ont péri dans cette bataille, dont 100 000 civils dans la ville.

### Affrontements après Stalingrad
Après Stalingrad, le vent de la guerre tourne du côté des Soviétiques. Une contre-attaque désespérée au printemps 1943 par les forces du maréchal Erich von Manstein stoppe temporairement leur avance. La bataille de Koursk est la dernière grande offensive de l'armée allemande sur le front oriental. Les Soviétiques étaient au courant de ce qui allait arriver et ceux-ci préparèrent des défenses massives en profondeur dans le saillant de Koursk. Ils parviennent à stopper les assauts blindés allemands après une percée d'un peu plus de 50 km. Après Koursk, l'Armée rouge prend définitivement le dessus en étant généralement à l'offensive pour le reste de la guerre. La grande échelle de l'Union soviétique lui permet de surmonter des pertes élevées de main-d'œuvre et d'équipement. Le succès soviétique suscita une initiative alliée plus réussie sur le front occidental de l'Europe parce que l'Allemagne nazie s'enlisa dans une guerre défensive coûteuse à l'Est, défendant son territoire occupé de plus en plus réduit.

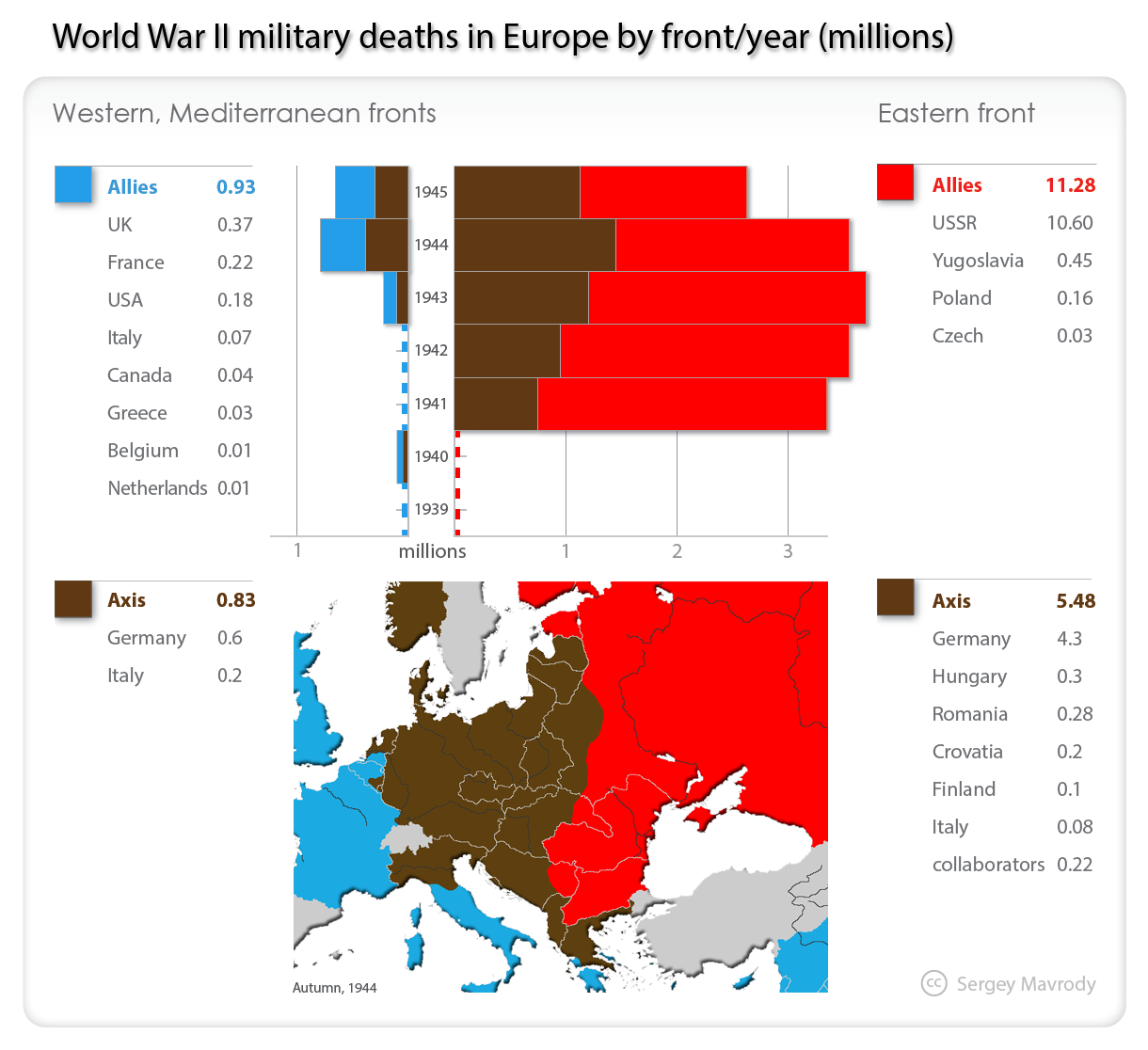
Pertes humaines militaires de la Seconde Guerre mondiale en Europe et situation militaire à l'automne 1944.

En poussant l'ennemi hors du territoire soviétique en juin 1944 à la suite de l'opération Bagration, l'armée soviétique procède au démantèlement des puissances de l'Axe de l'Est — la Roumanie, la Bulgarie et la Hongrie — pour libérer d'autres pays voisins de l'armée allemande, en imposant ensuite aux nations « libérées » un État communiste à parti unique qui constituera le bloc de l'Est. Certaines de ces nations ont rejoint les Alliés et ont fourni des troupes pour combattre l'Allemagne nazie, qui était effectivement la seule puissance de l'Axe restante en Europe à la fin de 1944. La Finlande conserve son indépendance une seconde fois, mais rompt avec l'Axe, au prix de devoir combattre son ancien allié et de céder plus de territoire à l'URSS.
En février 1945, les Soviétiques amènent la guerre au cœur de l'Allemagne, se terminant finalement par la prise de Berlin par l'Armée rouge. La fin de la guerre en Europe laisse à l'Union soviétique le contrôle de vastes régions de l'Europe centrale et du Sud-Est, en plus de ses conquêtes de 1941 en Europe de l'Est.

### Effets du front de l'Est
Les pertes civiles soviétiques pendant la Seconde Guerre mondiale dépassent celles de tous les autres pays européens réunis. L'idéologie nazie considérait les Slaves comme des « sous-humains » et les Einsatzgruppen commettaient des meurtres de masse ethniquement ciblés. Des civils furent rassemblés et brûlés vifs ou abattus en escouades dans de nombreuses villes conquises par les nazis. Au moins 27 millions de personnes (civiles et militaires) ont péri pendant la guerre.
8 millions de soldats de l'Armée rouge sont tués au combat face aux Allemands et à leurs alliés sur le front de l'Est. Les forces de l'Axe ont perdu plus de 6 millions de soldats, que ce soit au combat ou à la suite de blessures, de maladies, de famine ou d'exposition ; beaucoup d'autres ont été faits prisonniers de guerre, environ 10% d'entre eux sont morts en captivités.
Le prêt-bail du Royaume-Uni et des États-Unis ont eu un impact très important sur les forces militaires soviétiques. Des convois de ravitaillement ont navigué vers des ports soviétiques traqués par des sous-marins allemands.

## Invasion alliée de la France occupée

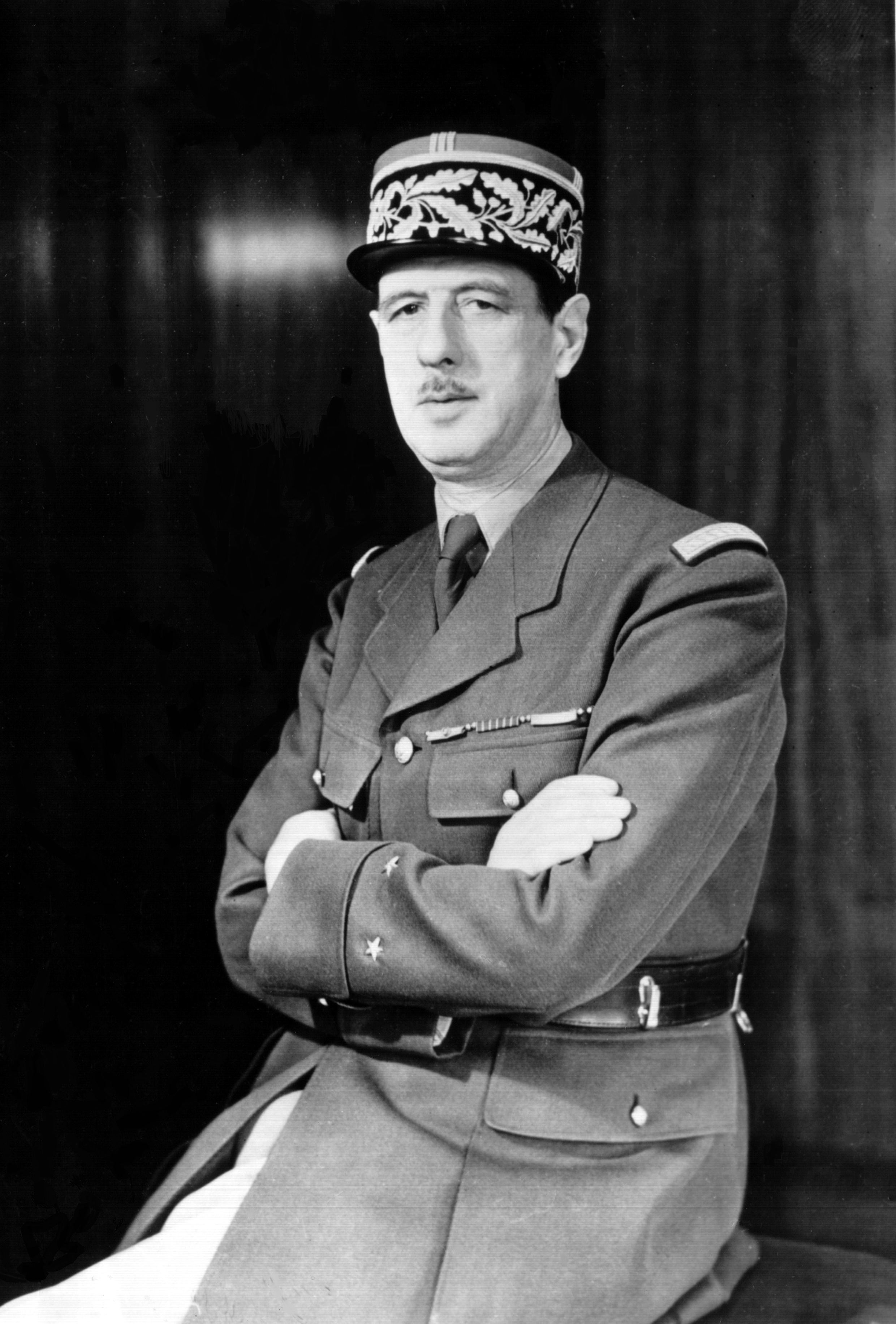
Le général Charles de Gaulle, chef de la France libre opposée au régime de Vichy de Pétain.

Simultanément à la chute de Rome, l'invasion tant attendue de la France est mise en œuvre. L'opération Neptune voit le débarquement plus de 180 000 soldats en Normandie le 6 juin 1944, créant une tête de pont qui aboutira finalement à plus de 3 millions de soldats alliés sur le front ouest de l'Allemagne. Une longue campagne intense de six semaines suivra alors que les forces américaines, britanniques et canadiennes se constituent et se combinent peu à peu en tête de pont, usant lentement les forces allemandes. Une spectaculaire percée a finalement lieu, les troupes alliées capturant très rapidement la quasi-totalité de la Normandie en quelques jours. De nombreuses forces allemandes ayant combattu en Normandie seront piégées dans la poche de Falaise.
Les bombardements incessants des infrastructures et des villes allemandes causent d'énormes pertes et perturbations. En interne, Hitler survit à un certain nombre de tentatives d'assassinats. Le plus important est le complot du 20 juillet 1944. Orchestré par Claus von Stauffenberg et impliquant entre autres Erwin Rommel et Alfred Delp, le complot avait pour but de placer une bombe à retardement dans une des salles de la Wolfsschanze lors d'une réunion, mais un certain nombre de facteurs imprévus et d'échecs d'opérations ont conduit à son échec. Adolf Hitler ne sera que légèrement blessé.
L'opération Overlord est complétée par une invasion du Sud de la France le 15 août 1944, connue sous le nom de code d'opération Dragoon. En septembre 1944, trois groupes d'armées alliées sont déployés en ligne contre les formations allemandes à l'ouest. Certains espéraient par ces opérations de mettre prématurément fin à la guerre d'ici la fin de 1944.
Dans ce contexte, l'opération Market Garden (17 septembre 1944 – 25 septembre 1944) est lancée. Les Alliés tentent de s'emparer des ponts par un assaut aéroporté, afin d'ouvrir la voie vers l'Allemagne et de libérer le nord des Pays-Bas. Cependant, l'opération échoue à cause de l'excès d'optimisme des généraux britanniques, qui ont sous-estimé les forces allemandes présentes dans la zone.
Le temps de 1944 combiné à une mauvaise situation pour les Alliés conduit à une situation stagnante sur le front ouest, les Américains par exemple mènent une série de très durs combats contre les forces allemandes lors de la bataille de la forêt de Hürtgen (19 septembre 1944 – 10 février 1945). L'Allemagne restant sur la défensive, tout avance alliée se fait dans des conditions difficiles.
La donne change lorsque l'Allemagne tente une contre-offensive majeure le 16 décembre 1944. L'offensive des Ardennes, également appelée bataille des Ardennes, repousse et encercle quelques petites unités américaines. Les forces alliées parviennent finalement à refouler la Wehrmacht au-delà de leur ligne de départ, dans ce qui s’avérera être leur dernière action offensive de grande ampleur de la guerre. La bataille s'achève officiellement le 27 janvier 1945.
Le dernier obstacle rencontré pour les Alliés est naturel, le fleuve du Rhin. Le cours d'eau est franchi en mars 1945, ouvrant la voie vers le centre de l'Allemagne. Les dernières grandes forces allemandes à l'ouest sont encerclées et piégées dans la Ruhr.

## Fin de la guerre en Europe

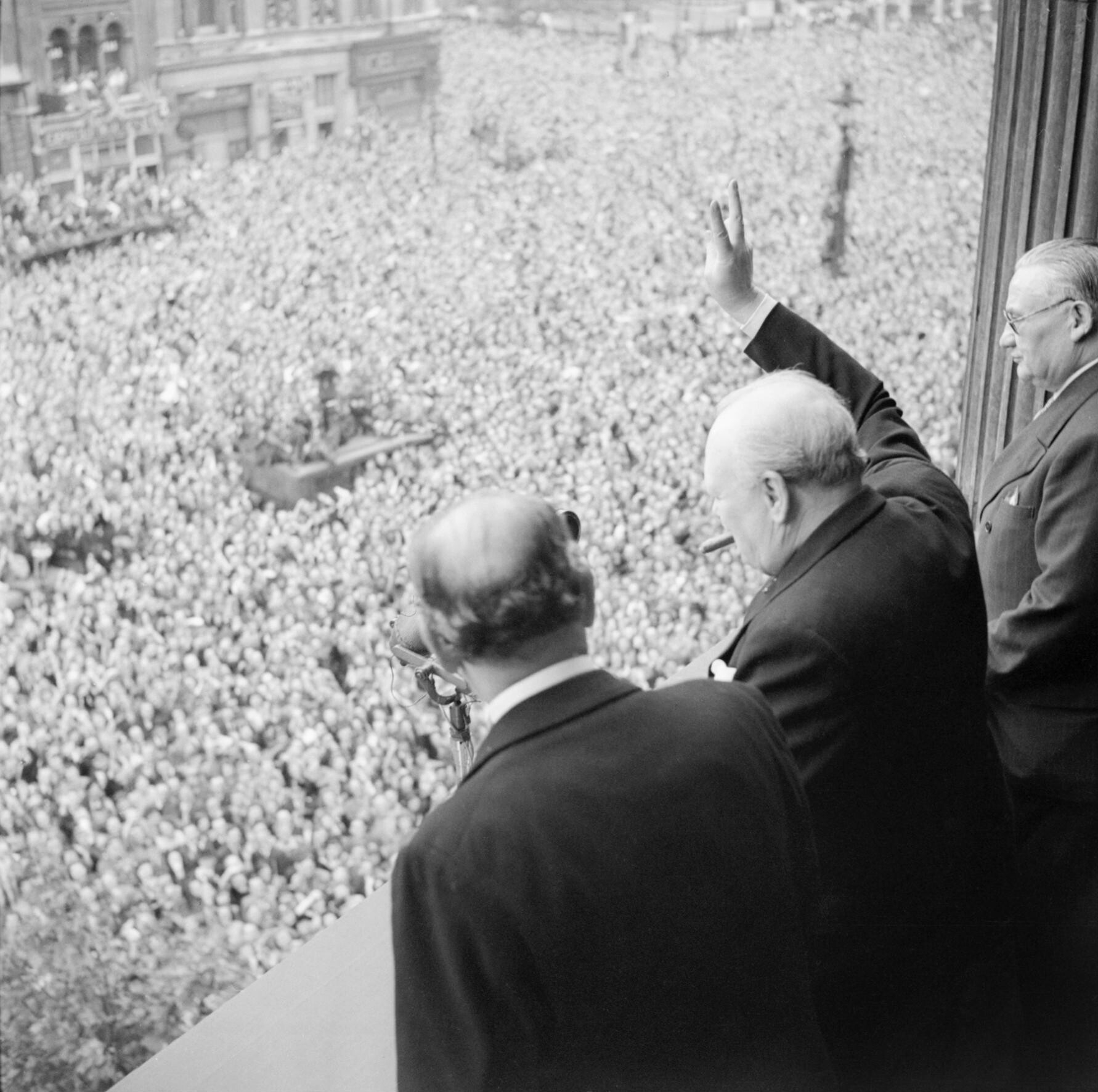
Winston Churchill salue les foules à Londres le jour de la Victoire en Europe.

Le 27 avril 1945, tandis que les forces alliées se rapprochent de Milan, Mussolini est capturé par des partisans italiens, tentant de fuir l'Italie vers la Suisse accompagné d'un bataillon anti-aérien allemand. Le 28 avril, Mussolini et plusieurs des autres fascistes capturés avec lui sont emmenés à Dongo et exécutés par un peloton d'exécution. Les corps sont ensuite transportés à Milan et suspendus par la foule sans ménagement devant une station-service.
Le sort de Mussolini sera un facteur dans la décision d'Hitler de se suicider, accentuant sa détermination à éviter toute capture par l'ennemi dans Berlin en ruine, encerclée et piégée par les Soviétiques pendant la bataille de Berlin. Le 30 avril, Adolf Hitler et son épouse Eva Braun se suicident dans leur bunker. D'après son testament, Hitler nomme le Großadmiral Karl Dönitz nouveau président du Reich. Le gouvernement de Flensburg dura vingt-trois jours et tenta vainement de conclure une paix séparée avec les Alliés. Dönitz se rendra sans condition aux Américains, Britanniques et Soviétiques le 8 mai 1945.
Fin juillet et août 1945, la conférence de Potsdam dissous officiellement l'ancien État allemand nazi, annule toutes les annexions allemandes et les territoires occupés. Le pays est alors placé sous le régime de l'occupation militaire, avec à sa tête un Conseil de contrôle allié (installé le 5 juin 1945) qui assure les fonctions gouvernementales, chargé également de dénazifier et de démilitariser cette Allemagne en ruine.

### Lectures complémentaires
- Winston Churchill, The Second World War 6 volumes, 1948–1953
- Davis Victor Hanson, The Second World Wars: How the First Global Conflict Was Fought and Won, Basic Books, 2017
- Loyd E. Lee, World War II in Europe, Africa, and the Americas, with General Sources: A Handbook of Literature and Research, Westport (Connecticut) / Londres, Greenwood Press, 1997 (ISBN 0-313-29325-2)
- Williamson Murray et Allan R. Millett, A War to Be Won: Fighting the Second World War, Harvard University Press, 2000 (ISBN 0-674-00163-X)
- Ronald E. Powaski, Lightning War: Blitzkrieg in the West, 1940, John Wiley, 2003 (ISBN 978-0-471-39431-0, lire en ligne )
- Ronald E. Powaski, Lightning War: Blitzkrieg in the West, 1940, Book Sales, 2016 (ISBN 978-0-7858-2097-0)
- Gerhard L. Weinberg, A World at Arms: A Global History of World War II, Cambridge University Press, 2005 (ISBN 0-521-44317-2)